# 蒙特雷公園管道 (加利福尼亞州)
蒙特雷公園管道（英語：Monterey Park Tract）是位於美國加利福尼亞州斯坦尼斯洛斯縣的一個人口普查指定地區。

## 地理
蒙特雷公園管道的座標為37°31′36″N 121°00′41″W / 37.52667°N 121.01139°W，而該地最高點為海拔高度19米（即62英尺）。

## 人口
根據2010年美國人口普查的數據，蒙特雷公園管道的面積為0.122平方千米，均為陸地。當地共有人口133人，而人口密度為每平方千米1,090人。